# Okrogle stavbe ''tolou'' v Fudžjanu
Okrogle stavbe tolou v Fudžjanu ali Fudžjan tulou (poenostavljeno kitajsko: 福建土楼; tradicionalno kitajsko: 福建土樓; pinjin: Fújiàn tǔlóu; dob.: 'Fujian earthen buildings'); dobesedno 'fujianske zemeljske zgradbe') so kitajska podeželska bivališča, edinstvena za ljudstvo Haka v gorskih območjih v jugovzhodnem Fudžjanu na Kitajskem. Večinoma so bile zgrajene med 12. in 20. stoletjem.
Tulou je običajno velika, zaprta in utrjena zemeljska stavba, najpogosteje pravokotne ali krožne oblike, z zelo debelimi nosilnimi zemeljskimi zidovi med tremi in petimi nadstropji, v katerih biva do 800 ljudi. Manjše notranje stavbe so pogosto obdane s temi ogromnimi obrobnimi zidovi, ki lahko vsebujejo dvorane, skladišča, vodnjake in bivalne prostore, celotna struktura pa spominja na majhno utrjeno mesto.
Utrjene zunanje strukture so oblikovane s stiskanjem zemlje, pomešane s kamnom, bambusom, lesom in drugimi lahko dostopnimi materiali, da se oblikujejo zidovi debeline do 1,8 m. Veje, trakovi iz lesa in bambusovi sekanci so pogosto položeni v steno kot dodatna ojačitev. Rezultat je dobro osvetljena, prezračevana, proti vetru in potresom odporna stavba, ki je pozimi topla in poleti hladna. Tulousi imajo običajno samo ena glavna vrata, varovana s 100-130 mm lesenimi vrati, ojačenimi z zunanjo lupino iz železne plošče. Najvišji nivo teh zemeljskih stavb ima luknje za puške za obrambne namene.
Večino tuloujev (z izjemo skupine Dadi tulou v okrožju Huaan) najdemo na razmeroma majhnem geografskem območju, ki se razteza na meji med okrožji Jongding, Nandžing in Pinghe v provinci Fudžjan. Nekatere tulouse najdemo tudi v sosednji provinci Guangdong, na primer v vzhodnem okrožju Dabu v Meidžovu. Ti se upravljajo kot eno turistično mesto (znano kot slikovito območje Nandžing Tulou) z vhodom v okrožje Šujang. Obiski tega območja zato običajno obsegajo ogled najbolj značilnih in slavnih v Jongdingu (skupine Gaobei Tulou, Hongkeng Tulou, Čuši Tulou, lončena hiša Dženfulou in lončena hiša Janšjanglou) in v Nandžingu tulou skupine (Tianluokeng Tulou, Hekeng Tulou, Heguilou zemeljska hiša in Huaijuanlou zemeljska hiša).
Leta 2008 je Unesco skupaj 46 območij Fujian tulou uvrstil na seznam svetovne dediščine kot »izjemne primere gradbene tradicije in funkcije, ki ponazarjajo posebno vrsto skupnega bivanja in obrambne organizacije [v] harmoničnem odnosu z njihovim okoljem«. Vpisana mesta vključujejo Čuši Tulou, Tianluokeng Tulou, Hekeng Tulou, Gaobei Tulou, Dadi Tulou, Hongkeng Tulou, Jangšjan Lou, Huijuan Lou, Džengfu Lou in Hegui Lou.

## Terminologija
Od leta 1980 se Fujian Tulou različno imenuje Haka tulou, zemeljsko bivališče, okrogla trdnjava ali preprosto Tulou. Tu lou (土樓) dobesedno pomeni zemeljske strukture. Dobesedni prevod Fujian Tulou je Fujian zemeljske strukture, preučevalci kitajske arhitekture pa so pred kratkim standardizirali izraz Fujian Tulou.
Zgodnje publikacije o tuloujih (od katerih se je prva pojavila v reviji tehnološkega inštituta Nandžing leta 1957) so govorile o tuloujih kot o domovih ljudi Haka, predvsem v okrožju Jongding v jugozahodnem Fudžjanu. Vendar je bilo do 1980-ih objavljenih tudi veliko raziskav o sosedih ljudstva Haka, ljudstvu Južni Fudžjan (v kitajščini znanem kot ljudstvo Minan). Najdemo jih predvsem vzhodno od Jongdinga, zlasti v okrožjih Nandžing in Pinghe v jugovzhodnem Fudžjanu.
Deli Haka tulouja spadajo v kategorijo Fujian Tulou. Medtem ko vsi južni Fudžjan tulouji spadajo v kategorijo Fudžjan Tulou, ne spadajo v Haka Tulou. V bistvu Fudžjan Tulou ni sinonim za tulou, temveč posebna podskupina slednjega. V Fudžjanu je več kot 20.000 tuloujev, medtem ko je v jugozahodni regiji le okoli tri tisoč Fujian Tuloujev. To je uradno ime, ki ga je UNESCO sprejel za vsa stanovanja te vrste.
Glede na dobesedni pomen kitajskih besed tu (土; 'zemlja') in lou (樓; '[visoka] stavba'), si lahko izraz tulou predstavljamo kot splošen opis zgradbe iz nabite zemlje. Vendar pa to ne bi bila uporabna definicija, saj, kot ugotavlja poznavalec kitajske tradicionalne arhitekture Huang Hanmin, takšne ali drugačne stavbe iz nabite zemlje najdemo tako rekoč v vseh delih Kitajske. Namesto tega je zaželeno uporabiti definicijo, ki se dejansko uporablja v Fudžjanu: tulou je velika stavba, zgrajena z nosilnimi zidovi iz nabite zemlje, ki jo uporablja kot prebivališče skupnost (skupina družin). Prvi del definicije je v nasprotju s tulous strukturami, ki zgolj uporabljajo nabito zemljo okoli nosilnega lesenega okvirja; drugi del razlikuje tulous od majhnih, enodružinskih rezidenc.
Na podlagi zgornje definicije Huang Hanmin verjame, da se lahko od velike raznolikosti kitajske ljudske arhitekture z nabito zemljo imenujejo tulou samo naslednji regionalni slogi, ki so vsi povezani z ljudstvom Haka ali Minan (vsaj v kitajščini ):
- "Guangdong tulou": skupine theveilongvu (圍龍屋) v severnem Guangdongu in skupine veivu (圍屋) v severovzhodnem Guangdongu;
- "Džjangši tulou": skupine tuveizi (土圍子) južnega Džjangšija;[8]
- "Fudžjan tulou": več vrst tuloujev južnega Fudžjana.

Medtem ko sta Guangdong in Džjangši tulou (običajno znana v prevodu kot 'utrjene vasi' ali obzidana vas Haka) povezana z ljudstvom Haka, je med Fudžjan tulou več vrst, od katerih so nekatere značilne za Haka in drugi, iz Minana.
Huang Hanmin posebej za Fudžjan Tulou poda naslednjo definicijo: »Velika večnadstropna stavba v jugovzhodni gorski regiji Fudžjan za življenje in obrambo v veliki skupnosti, zgrajena z nosilno zemeljsko steno in strukturo lesenega okvirja«.

## Znamenit Fudžjan tulou

### Skupina Čuši Tulou
Skupina Čuši Tulou (kitajsko: 初溪土樓群) je v okraju Jongding, okrožje Šjajang, vas Šuši. Uvrščena na Unescov seznam svetovne dediščine št. 1113-001.
Džičinglou, največji okrogli tulou in tudi najstarejši v tej skupini, zgrajen leta 1419 med vladavino cesarja Jongleja iz dinastije Ming. Sestavljen je iz dveh koncentričnih obročev, stavba zunanjega obroča je štirinadstropna, s 53 sobami na vsaki ravni. Zunanji obroč ima 72 stopnišč. Drugi obroč je enonadstropna stavba.

### Dženčeng Lou
Dženčeng Lou (kitajsko: 振成樓), z vzdevkom »princ tulouja«, pripada skupini Hongkeng Tulou. Stoji v vasi Hongkeng v okraju Jongding. Vpisan kot Unescova svetovna dediščina št. 1113-002. Leta 1912 so jo zgradili potomci bogatega trgovca s tobakom. Dženčeng Lou je tulou z dvojnim obročem, njegov zunanji obroč je visok štiri nadstropja, skupaj 184 sob, notranji obroč je dvonadstropni z 32 sobami. Zunanji obroč je bil razdeljen na štiri segmente po konceptu Bagua kitajskega feng šuja.
Zahodni vpliv je očiten v stebrih v grškem slogu dvorane prednikov in v ograji iz kovanega železa na hodniku druge stopnje.

### Čengči Lou
Čengči Lou (kitajsko: 承啟楼) z vzdevkom »kralj tulou« iz skupine Gaobei Tulou (kitajsko: 高北土楼群) v vasi Gaobei (okrožje Gaotou) okraj Jongding je bil zgrajen leta 1709. Leta 2008 je bil vpisan na Unescov seznam svetovne dediščine št. 1113-003. Je ogromen okrogel tulou s štirimi koncentričnimi obroči, ki obdajajo dvorano prednikov v središču, zunanji obroč ima premer 62,6 metra in je visok štiri nadstropja, 288 sob, z 72 sobami na vsaki ravni, krožni hodnik v 2. do 4. nadstropju, s štirimi sklopi stopnišč na kardinalnih točkah, ki povezujejo tla z zgornjimi nadstropji. Velika navzven raztezajoča se streha pokriva glavni obroč. V pritličnih prostorih so kuhinje za družinske veje, v prostorih v drugem nadstropju so skladišča za žito, v prostorih v 3. in 4. nadstropju pa so bivalni prostori in spalnice. Drugi obroč 80 sob je visok dve nadstropji, s 40 sobami na vsaki ravni, tretji obroč je služil kot skupnostna knjižnica, nadstropje z 32 sobami; vseh sob je 370. 4. obroč je okrogel pokrit hodnik, ki obdaja dvorano prednikov. Če bi človek ostal eno noč v vsaki sobi, bi potreboval več kot eno leto, da bi šel skozi vse sobe. V središču je dvorana prednikov. Čengči Lou ima dvoje glavnih vrat in dvoje stranskih vrat. Tu živi 15. generacija klana Džjang s 57 družinami in 300 ljudmi. Na svojem vrhuncu je v mestu Čengči Lou živelo več kot 80 družinskih vej.
Druge stavbe v tej skupini so: tri obroče Šenjuanlou, zunanji obroč s premerom 70 m; Vudžjaolou (pentagon) z nepravilnim peterokotnim tlorisom in pravokotnim tuloujem, Ši-Ze Lou.

### Skupina Tianluokeng Tulou
Skupina Tianluokeng Tulou (kitajsko: 田螺坑土楼群) je skupina kvintet tuloujev v provinci Fudžjan, mestu Džangdžov, okrožju Nandžing, okrožju Šujang, vasi Tian Luo Keng (dobesedno vas 'Polžja jama') na jugu Kitajske, približno štiri ure vožnje z avtobusom ali s taksijem iz Šjamena po zavitih in neravnih ozkih gorskih cestah. Sestavljena je iz petih tuloujev s kvadratom Bujunlou v sredini, obkroženih s tremi rotundastimi tulouji in ovalnim tuloujem, ki tvorijo vzorec »štirih jedi in juhe« (kitajsko: 四菜一湯). Pet zemeljskih stavb v vasi Polžja jama je:
- Kvadrat Bujunlou (stavba 'Doseganje oblaka') v središču kvinkunksa. To je bil prvi tulou na tem mestu, zgrajen leta 1796. Visok je tri nadstropja, vsako nadstropje ima 26 sob, štiri nize stopnic in hodnik pred sobami na vsaki ravni. Stavbo Bujun so razbojniki požgali leta 1936, leta 1953 so jo obnovili po prvotnem načrtu.
- Stavba Hečang, trinadstropna okrogla zemeljska zgradba,
- Stavba Dženčang, tri nadstropja, okrogle oblike, 26 sob na nadstropje, zgrajena leta 1930
- Stavba Ruijun, zgrajena leta 1936, tri nadstropja, 26 sob na nadstropje.
- Stavba Venčang ovalne oblike iz leta 1966, tri nadstropja, 32 sob na nadstropje.

### Jučang Lou
Jučang Lou (kitajsko: 裕昌樓) je petnadstropni tulou v okrožju Nandžing, mesto Šujang, vas Šjabanliao. Leta 1308 ga je zgradil družinski klan Liu v času dinastije Juan. Je eden najstarejših in najvišjih tuloujev na Kitajskem. Jučang Lou se je prijel vzdevek »cik-cak stavba«, ker navpična lesena konstrukcija stebra ni ravna in pravokotna, ampak se vije cik-cak levo in desno. Tako so jo zgradili zaradi napake pri merjenju gradbenega materiala. Toda kljub tej očitni slabosti je ta visoki tulou zdržal 700 let naravnih elementov in družbenih pretresov. Zunanji obroč Jučang Louja ima premer 36 m in se ponaša s petimi nadstropji, s 50 sobami v vsakem nadstropju, skupaj 270.
Vsaka od 25 kuhinj v pritličju na zadnji polovici kroga ima poleg štedilnika zasebni vodnjak. To je edini tulou v vsem Fudžjanu s tako priročno oskrbo z vodo.
Še leta 2003 je dvorano prednikov obkrožala enonadstropna hiša v notranjem obroču. Ta del stavbe je stal nedotaknjen skoraj 700 let, dokler ga po letu 2003 niso razstavili.

### Erji lou
Erji lou (二宜樓) iz skupine Dadi Tulou je v mestu Džangdžou, okraj Huaan, okrožje Šjandu, vas Dadi. Zgrajen je bil leta 1770 in je sestavljen iz štirinadstropnega zunanjega obroča in enonadstropnega notranjega obroča. Zunanji obroč ima premer 71 metrov, na vsakem nivoju pa je 48 sob. Erji lou nima krožnega hodnika na sprednji strani vsakega zgornjega nivoja, namesto tega ima zadnji hodnik, ki meji na steno. Prostori zunanjega obroča so navpično razdeljeni v ločena gospodinjstva, vsaka gospodinjska pregrada ima svoj niz stopnišč, ki si jih ne delijo druge družine; nekatere predelne stene imajo čelno širino 3 sobe, druge pa 4 sobe. Pregrada notranjega obroča je pritrjena na pregrado glavnega obroča preko pokrite verande kot predsobe.

### Skupina Nanši Tulou (vključno z Janšjang Lou)
Skupina Nanši Tulou (kitajsko: 南溪土楼群) je ime za del doline Nanši ('Južni potok') v mestu Hukeng (okrožje Jongding), ki je na razdalji več kilometrov skoraj neprekinjeno pokrit s tulousi. Zaradi osupljivega vizualnega učinka nekateri avtorji to območje imenujejo »veliki zid Tulou« ((kitajsko: 土楼长城). Eden od tuloujev v tej veliki skupini, Janšjang Lou (衍香楼), okrogel tulou v vasi Šinan (新南村, 24°36′22″N 116°58′30″E / 24.60611°N 116.97500°E), je na seznamu svetovne dediščine Najdišče št. 1113-004.

### Hegui lou
Hegui lou je največji pravokotni tulou, ki meri 3000 kvadratnih metrov in je visok 21,5 metra, visok je 5 nadstropij. Zgrajen je bil na močvirju in je najvišja od pravokotnih tuloujev.

## Arhitektura
Postavitev Fudžjan tulouja je sledila kitajski bivalni tradiciji koncepta »zaprto zunaj, odprto znotraj«: ograjena stena z bivalnimi prostori na obrobju in skupnim dvoriščem v središču. Majhna stavba v središču z odprtim sprednjim delom je služila kot dvorana prednikov za čaščenje prednikov, festivale, srečanja, poroke, pogrebe in druge obredne funkcije. Tloris pritličja vključuje oblike, kot so krog, polkrog, oval, kvadrat, pravokotnik in nepravilni peterokotnik.
Temelj stavbe tulou je bil zgrajen s tlakovanimi kamni na vrhu zbite zemlje, v dveh do treh nivojih. Okoli vrhnjega temelja je krožni odtok, ki preprečuje, da bi deževnica poškodovala steno tulouja.
V večini primerov je nosilna zunanja stena tulouja sestavljena iz dveh delov, spodnji del je zgrajen iz rezanih kamnitih blokov ali rečnih tlakovcev, ki so povezani z mešanico apna, peska in gline do višine približno enega ali dveh metrov, odvisno od ravni regionalne poplavne vode. Zbit zemeljski zid, zložen na vrh kamnitega dela. Konstrukcija zemeljskega zidu iz stisnjene zemlje, pomešane z lepljivim rižem in ojačana z vodoravnimi bambusovimi palicami, je Yingzao Fashi prvič opisal v gradbenem standardu dinastije Song.
Stene so bile zgrajene nagnjene proti sredini, tako da naravna gravitacijska sila potiska steno skupaj. Ta metoda nagiba navznoter je bila uporabljena tudi pri gradnji pagode templja Fogong. Debelina stene tulou se zmanjšuje z višino, kot je določeno v Yingzao Fashi. Spodnji dve nadstropji tulouja sta trdni brez oken ali lukenj za puške, okna so odprta le od tretjega do petega nadstropja, ker so prostori v spodnjem nadstropju služili kot družinske shrambe, zgornja nadstropja pa so bili bivalni prostori.
Strehe so bile prekrite s strešniki iz žgane gline, razporejenimi radialno; tehnika vstavljanja λ je bila uporabljena v rednih intervalih, da bi nadomestili večji obseg na zunanji strani. (Večina strešnikov je bila položena od zgoraj navzdol, vrzel, ki je nastala zaradi radialne postavitve, je bila kompenzirana z majhni odseki ploščic, položeni v vložke v obliki λ). Ta tehnika je omogočila radialno polaganje ploščic brez vidnih rež in brez uporabe majhnih ploščic zgoraj, večjih ploščic spodaj.
Napušč običajno obsega približno dva metra in ščiti zemeljski zid pred poškodbami zaradi deževnice, ki se izliva z napušča.
Leseni okvir, ki je podpiral streho, ni imel elementov dougong, običajnih v tradicionalni kitajski gradnji.
Krožni hodniki od 2. do najvišjega nadstropja so bili narejeni iz lesenih desk, položenih na vodoravne lesene tramove z enim koncem vstavljenim v zemeljski zid. Hodniki so zaščiteni s krogom lesenih ograj.
Stopnišča so enakomerno razporejena po hodnikih, običajno so štirje nizi stopnišč. Vsako stopnišče vodi iz pritličja v najvišje nadstropje.
Javni vodnjaki v skupinah po dva ali tri se običajno nahajajo na osrednjem igrišču; razkošnejši tulouji imajo hišni vodnjak za vsako gospodinjstvo v pritlični kuhinji. Večina tuloujev ima vgrajene vodovodne cevi, ki nudijo zaščito zgornjih lesenih tal pred ognjem (bodisi naključnim bodisi kot posledica napada).

### Največji krog Tulou
Čengči Lou že dolgo velja za največji tulou s premerom 62,5 metra. Vendar je Huang Hanmin odkril, da je Šunju Lou (kitajsko: 顺裕楼) v okrožju Nandžing še večji, s premerom 74,1 metra. Ta tulou je bil zgrajen leta 1933, ima štiri plasti, z zunanjo steno, ki je visoka 15 metrov in debela 1,6 metra, s 64 sobami vzdolž njenega oboda, enim glavnim vhodom in dvoje stranskih vrat. Vendar pa naziv največji tulou pripada Fušeng Lou (kitajsko: 福盛楼), ki so ga gradili od leta 1968 in dokončali leta 1981. Njegov premer je bil izmerjen na 77,42 metra. Stoji v vasi Čendong v okrožju Jongding.

### Najmanjši Tulou
Cuilin Lou (kitajsko: 翠林楼) v okraju Nankeng v okrožju Nandžing je najmanjši tulou s premerom 14 metrov. Ta trinadstropni tulou je bil zgrajen leta 1617.

### Najstarejši Tulou
Eliptični tulou Qijun Lou (齐云楼) v vasi Šadžjan v okrožju Hua An je najstarejši tulou, zgrajen leta 1371.

## Obramba
Od 12. do 19. stoletja so oboroženi razbojniki pestili južno Kitajsko. Prebivalci južnega Fudžjana so najprej zgradili trdnjave na vrhu gora kot samoobrambo. Te zgodnje trdnjave so se kasneje razvile v Fudžjan Tulou.
Debele (dva metra na dnu, zožene na en meter na vrhu) zunanje stene tulouja so bile odporne na puščice in strele. Spodnji eno- do dvometrski del zunanje stene je bil včasih zidan z granitnimi kockami ali velikimi rečnimi tlakovci. Ta odsek iz granita ali tlakovcev je bil odporen na kopanje, saj je bila zunanja plast tlakovcev namenoma položena z manjšimi konci, obrnjenimi navzven - bilo bi zaman, da bi kateri koli napadalec izkopal takšne tlakovce. Kopanje rova pod steno tudi ni bilo mogoče, ker je bila kamnita stena segala globoko več kot en meter.
Odsek zemeljskega zidu je bil zgrajen z nabito zemljo skupaj z mešanico apnenca, peska in gline ter ojačan z vodoravnimi bambusovimi trakovi za stransko vezavo, zaradi česar je tako trden kot na zahodnem gradu. Leta 1934 je skupina uporniških kmetov iz okrožja Jongding zasedla tulou, da bi se uprla napadu vojske, ki je na ta tulou izstrelila 19 topovskih strelov, vendar je naredila le majhno vdolbino na zunanji steni.
Šibka povezava v obzidanem sistemu so bila običajno vrata, toda vrata Fudžjan tulou so bila zasnovana posebej za obrambo. Okvir vrat je bil zgrajen iz velikega trdnega bloka granita; dvokrilna vrata so bila zgrajena iz ognjevarnih masivnih lesenih plošč do debeline 13 cm, ojačenih z debelimi železnimi oklepnimi ploščami. Glavna vrata so bila zaprta z več vodoravnimi in navpičnimi močnimi lesenimi stebri, vstavljenimi v luknje v granitu. Za zaščito pred sovražnikom, ki bi vhodna vrata uničil z ognjem, so bila nekatera vrata opremljena z rezervoarji za vodo na vrhu, da bi pogasili požare, ki jih je zanetil sovražnik.
Prebivalci Fudžjan Tulouja so uporabljali strelno orožje za aktivno obrambo in streljali na sovražnike iz odprtin za orožje na najvišji ravni stavbe. Nekateri Fudžjan tulouji so zgrajeni s krožnim hodnikom vzdolž notranje stene, da se olajša gibanje oboroženih moških in streliva.